# Seid Gayaplé
Seid Gayaplé (* 30. Juni 1967) ist ein ehemaliger tschadischer Mittelstreckenläufer.

## Sport
Er trat bei den Olympischen Sommerspielen 1988 in Seoul an. Dort lief er über 1500 m eine Zeit von 3:53,94 min und schied im Vorlauf aus.